# Крсташки ратови
Крсташки ратови (лат.  — „крстом обележени”) били су скуп светих ратова у којем су учествовали претежито витезови из Француске и Светог римског царства (у том тренутку Немачког царства) Крсташки ратови су такође и ратови вођени за ослобођење Христовог гроба у Јерусалиму. Крсташки ратови имали су циљ да се свети град Јерусалим врати под контролу хришћана, а трајали су у периоду од 200 година, тачније између 1096. и 1270. године. Други крсташки походи у Шпанији и источној Европи трајали су до 15. века. Крсташи су се углавном борили против муслимана, иако су неки походи вођени против словенских паганских народа, те паганских народа на Балтику, Јевреја, православаца, Монгола, катара, Старопруса, хусита, валдоваца и политичких непријатеља папе. Крсташи су се заветовали и били су им опроштени греси из прошлости, често звани индулгенција.
Примарни и главни циљ Крсташа био је ослобођење Јерусалима и Свете земље од муслимана, а Крсташки походи су почели позивом православног Византијског царства да се одбране од муслиманске експанзије Турака Селџука у Анатолији. Израз је остао сачуван и у 16. веку, а означавао је католичко ширење ван Европе и освајање муслиманске територија као што су Андалузија, и Египат, као и у источној Европи углавном против пагана, јеретика и народа који су били жртвом изопштења с мешавином верских, политичких и економских разлога. Примери су Албижански крсташки рат, Арагонски крсташки рат, Реконквиста и Северни крсташки рат. Хришћани и муслимани међусобно су састављали разне савезе и ратовали против непријатеља, као што је био хришћански савез са Румским султанатом током Петог крсташког рата.
Крсташки походи су имали дубоке политичке, економске и социјалне ефекте, неки учинци се осете и у данашње време. Неретко због сукоба међу самим хришћанским земљама, крсташки поход би имао сасвим други циљ, као на пример у Четвртом крсташком рату када је избио рат између Венеције и Византије. Тада је у руке крсташа и Млечана пао хришћански Цариград. Такође, Шести крсташки рат је први који је кренуо без папиног благослова . Седми, Осми и Девети крсташки поход завршили су са победама Мамелука и Хафисида, а Девети крсташки поход окончао је Крсташке ратове на Блиском истоку.

Број погинулих у спорадичних 196 година ратовања је непознат, но процене сежу од најмање 1.000.000 до највише 9.000.000 жртава, чиме је то један од најсмртоноснијих сукоба у људској историји.

## Узроци
Један од главних узрока Крсташких ратова је тај да су Турци Селџуци 1071. године напали византијске поседе у Малој Азији. Након тих ратова византијски цар Алексије I Комнин је позвао Европу у помоћ.
Крсташки ратови су представљали низ ратова које су хришћани западне и средње Европе под утицајем папе водили од краја XI до друге половине XIII века против Селџука, Фатимида и других исламских династија и држава за ослобођење светих места у Палестини, посебно Христовог гроба у Јерусалиму, из руку муслимана. Ти су ратови започели у доба када је Католичка црква, с папом на челу, настојала остварити духовну и световну превласт у хришћанском свету.
На црквеним саборима у Пјаченци и Клермону 1095. године папа Урбан II позвао је на рат против муслимана за ослобођење Јерусалима, обећавши учесницима опраштање свих грехова, при чему ће убијање, пљачка, освајање нових поседа бити у потпуности прихватљиви, јер ће жртве свега тога бити неверници који боље ни не заслужују.
Један део говора Папе Урбана II на савезу у Клермону 1095. године гласио је овако:
| „ | „Ови непријатељи заузели су Сирију, Јерменију и све земље чак до Босфора, и зато наши ходочасници морају да плаћају пут да би ушли у Јерусалим." | ” |

Након овог говора група људи који су дошли на савез отпратила га је са великим аплаузима и са узвицима „Deus lo volt!" што у преводу значи „Божја је воља!". Француски монах августинац Петар Пустињак, били су дочекани с великим полетом и одушевљењем, и то због више разлога. Иако је у XI веку у Европи почело раздобље опште демографске, државне и политичке обнове, нижи друштвени слојеви су проживљавали тешко економско стање и глад. Током периода од 1095. до 1096. године европске земље је захватила непозната епидемија, вероватно куга, па је покушај бега из такве стварности био сасвим разумљив. Економско стање је било додатно отежано јер су Турци Селџуци и египатски Фатимиди кочили трговину малоазијског и северноафричког простора с хришћанском Европом. Значајну улогу у покретању ратова имала је и замисао о заштити многобројних ходочасника на путу у Свету земљу од насиља и самовоље блискоисточних месних моћника.
Од рата против исламског Истока сви су очекивали користи: верски горљиви појединци - место у рају, папа и католичка црква - утицај и контролу на истоку, великаши - нове велике поседе, сељаци - ослобођење од личне зависности, а сви учесници плен од пљачке. У разним деловима Француске, Немачке и Италије на хиљаде витезова и кметова почињу да се окупљају за ратни поход, стављају на своју одећу велики црвени крст и одлазе у рат за ослобађање Исусовог гроба, крећући се испред главнине, убијајући људе свих вера, силујући, палећи, пљачкајући и изазивајући немире куд год би стигли.

## Најзначајнији крсташки ратови
Од свих Крсташких ратова највише су се издвајали следећи ратови:

### Први крсташки рат
Први крсташки рат је трајао од 1096. до 1099. године. Хришћански витезови први пут освајају Јерусалим, где чине велики масакр побијајући огроман број муслимана. Војску су предводили Боемунд Тарентски, Готфрид Бујонски и Ремон Тулуски. Током опсаде и победе над муслиманским ратницима у Јерусалиму, за вођу похода је изабран Готфрид Бујонски који се након победе није прогласио за краља, него је владао користећи титулу чувар Гроба Господњег. Први крсташки рат је завршен успехом по крсташе.

### Други крсташки рат
Други крсташки рат је други велики крсташки поход, вођен у периоду од 1147. до 1149. године. Покренуло га је муслиманско освајање грофовије Едесе 1144. године. На покретање Другог крсташког рата позивао је папа Евгеније III, а у придобијању маса велику улогу одиграо је цистерцит Бернард од Клервоа. Други крсташки рат је први крсташки рат кога су предводили европски краљеви. Француску војску предводио је краљ Луј VII Капет, а немачку војску Конрад III Хоенштауфен. И поред бројне крсташке војске рат је завршен неуспехом.

### Трећи крсташки рат
Трећи крсташки рат је трајао од 1189. до 1192. године. Војску Трећег крсташког рата су повели енглески краљ Ричард I Лавље Срце, француски краљ Филип II Август и немачки краљ Фридрих I Барбароса. Током доласка у Азију краљ Барбароса је упао у малу реку и удавио се, док се његова војска вратила натраг у Европу. Филип и Ричард нису били баш у најбољим односима. Енглески краљ Ричард I Лавље Срце склопио је примирје са Саладином — муслиманским војсковођом и султаном Египта. Потписао је уговор у коме је наведено да хришћански ходочасници безбедно обилазе Света места, иако је трећи крсташки рат завршен успехом по крсташе.

### Четврти крсташки рат
Четврти крсташки рат је трајао од 1202. до 1204. године. Византијски цар је поново позвао крсташке ратнике да дођу и помогну у намери да покоре Египат. Крсташи су због недостатка новца пристали да прво за Млетачку републику заузму Задар. Византијски цар им је понудио његову палату да преноће. Међутим, крсташки војници очарани лепотом и богатством Цариграда, одлучили су да опљачкају Византију. Оштетили су је до те мере да се 1204. година сматра првим падом Цариграда. На том простору је основано Латинско царство које траје до 1261. године.

## Последице
Мањи крсташки походи су се одвили у 14. веку, и неколико похода је извршено током 14. и 15. века с циљем сузбијања експанзије Османских освајања Балкана. Године 1309, око 30.000 сељака прикупљених из Енглеске, североисточне Француске и Немачке напредовало је до Авињона али су се ту распустили. Петар I са Кипра је заузео и опљачкао Александрију 1365. године и то је постало познато као Александријски крсташки рат; његова мотивација је била исто толико комерцијална колико и религиозна. Луј II Бурбонски предводио је 1390. године Варварски крсташки рат против муслиманских гусара у Северној Африци; након десетогодишње опсаде, крсташи су потписали десетогодишње примирје.
Након Косовскe битке 1389. године, Османлије повећавају свој утицај на Балкану, и умањују византијски утицај до области која непосредно окружује Константинопољ, који су они касније опколили. Године 1393. Бугарски цар Јован Шишман је изгубио Никополис у нападу Османлија. Године 1394, Папа Бонифације IX је прогласио нови крсташки поход против Турака, иако је западна шизма поделила папство. Поход је предводио Жигмунд Луксембуршки, краљ Мађара; многи француски племићи су се придружили Жигмундовим снагама, укључујући крсташког војног вођу Јована II Неустрашивог (сина војводе Бургундије). Жигмунд је саветовао крсташе да се усредсреде на одбрану кад су досегли Дунав, међутим они су опсели град Никопољ. Османлије су их поразиле у бици код Никопоља дана 25. септембра и заробили 3.000 крсташа.
Крсташки ратови су донели слабљење вере у Бога и папу, појаву Јеретика и сукоб са исламом. Након крсташких ратова оживело је банкарство, развили су се градови и трговина. Коначно, десио се први пад Цариграда и настале су везе Европе и Блиског истока тј. мешање обичаја и култура различитих народа, између осталог и обичај прања руку, који је примљен од муслимана.
Док су се једни крсташи након ратова враћали у своје земље, а други долазили, стални и добро организовани елеменат били су витешко-монашки редови. Они су се током ратова поделили у три групе:
1. Темплари (Храмовници) су витезови у белим одорама са црвеним крстом. Они су били чувари Соломоновог храма, по коме су и добили име.
2. Хоспиталци (Јовановци), редови Светог Јована.
3. Тевтонски ред, немачки витешки ред.

Да би витез ушао у неки од редова, морао је да полаже завете, међу којима се налазило и да се бори против неверника. Ови редови су се после пада крсташких држава раширили по Европи и истакли: Тевтонци као сурови освајачи пруских и словенских области, Темплари као богати банкари, а Јовановци као борци против Османлија (на Родосу, а затим на Малти).
Крсташких ратова је било осам, не рачунајући сељачки крсташки рат и дечји крсташки рат. Мада сматра се да их је у ствари било преко 100.

## Хронологија
- 1096—1099. Први крсташки рат
  - 1095—1096. Просјачки крсташки поход, зван још и Сељачки крсташки рат;
  - 1096. Немачки крсташки рат
  - 1100—1101. Крсташки рат 1101, познат под именом Крсташки рат малодушних;
- 1147—1149. Други крсташки рат
- 1189—1192. Трећи крсташки рат
- 1202—1204. Четврти крсташки рат
  - 1203—1204. Пад Цариграда (1204)
- 1209—1229. Албигеншки рат, познат и као Албижански рат или Катарски крсташки рат;
- 1212. Дечји крсташки рат
- 1217—1221. Пети крсташки рат
- 1228—1229. Шести крсташки рат
- 1248—1254. Седми крсташки рат
- 1270. Осми крсташки рат
- 1271. Девети крсташки рат
  - Никопољски крсташки рат (1396) који је организовао краљ Жигмунд Луксембуршки на чијој је страни српску војску предводио Вук Бранковић. Рат је кулминирао је у бици код Никопоља.
  - Варнински крсташки рат (1444) који су предводили Владислав III Јагело, Јанош Хуњади и Ђурађ Бранковић. Завршен је у Битка код Варне
  - Крсташки рат 1456. године организован да би се прекинула Опсада Београда (1456). Предводили су га Јанош Хуњади и Јован Капистран.

## Занимљивости
- Путовање из Европе у Јерусалим било је дуготрајно и опасно па су многи крсташи путем умрли. Они који су се вратили у Европу, донели су из Палестине драгоцену свилу и зачине, али и многа знања из математике и астрономије.
- Султан Саладин (1137—1193) био је вођа муслиманске војске. Врстан заповедник, султан Египта и Сирије, уздигао је Египат до једног од најмоћнијих подручја Средњег истока.
- Омиљени енглески краљ Ричард I (владавина од 1189—1199) био је познат под именом Ричард Лављег Срца. Он је учествовао у трећем крсташком походу и притом заузео лучки град Акру. На повратку заробио га је аустријски војвода Леополд и тражио високу откупнину.
- Године 1213. започео је трагичан крсташки поход у којем су хиљаде хришћанске деце пешице кренуле из Европе према Јерусалиму (дечији крсташки рат). Већина их је путем помрла од глади, а остали су махом продати у робље.